# Uşakspor
L'Uşakspor è una società calcistica con sede a Uşak in Turchia.
Fondato nel 1967, il club nel 2013-2014 milita nella Bölgesel Amatör Lig. Milita nella TFF 3. Lig, la quarta serie del campionato turco.
I colori sociali del club sono il rosso ed il nero.

## Stadio
La squadra gioca le gare casalinghe all'1 Eylül Stadı, che ha una capacità di 8000 posti a sedere.

## Rosa
| N. |                    | Ruolo | Calciatore        |
| -- | ------------------ | ----- | ----------------- |
| 1  | Turchia (bandiera) | P     | Murat Türkar      |
| 2  | Turchia (bandiera) | D     | Soner Sakarya     |
| 3  | Turchia (bandiera) | C     | Zafer Uysal       |
| 6  | Turchia (bandiera) | C     | Osman Özköylü     |
| 9  | Turchia (bandiera) | A     | Halim Karaköse    |
| 22 | Turchia (bandiera) | P     | Güven Yılmaz      |
| 23 | Turchia (bandiera) | C     | Kürşat Uğurlu     |
| 25 | Turchia (bandiera) | D     | Ekrem Altunkaynak |

| N. |                    | Ruolo | Calciatore    |
| -- | ------------------ | ----- | ------------- |
| 26 | Turchia (bandiera) | D     | Ali Gürsoy    |
| 27 | Turchia (bandiera) | A     | Erol Sökmen   |
| 28 | Turchia (bandiera) | C     | Yusuf Tokaç   |
| 33 | Turchia (bandiera) | A     | Edim Demir    |
| 38 | Turchia (bandiera) | D     | Turan Akkoyun |
| 48 | Turchia (bandiera) | C     | Mehmet Akcan  |
| 87 | Turchia (bandiera) | C     | Güray Sıgak   |
| 99 | Turchia (bandiera) | D     | Sezer Güler   |
| -- | Austria (bandiera) | D     | Gökmen Yılmaz |

## Statistiche
TFF 1. Lig: 1967-1968, 1970-1975, 1982-1983, 1987-1988, 2005-2007
TFF 2. Lig: 1968-1970, 1975-1979, 1984-1987, 1988-2005, 2007-2008
TFF 3. Lig: 2008-2009
Bölgesel Amatör Lig: 1979-1982, 1983-1984, 2009-

## Palmarès

### Competizioni nazionali
- TFF 2. Lig: 1

2004-2005 (gruppo A)
- TFF 3. Lig: 3

1969-1970, 1986-1987, 2000-2001